# Aïn Smara
Aïn Smara (în arabă عين سمارة) este o comună din provincia Constantine, Algeria.
Populația comunei este de 36.998 locuitori (2008).